# Pantazi, Prahova
Pantazi (în trecut, și Moara Bălăceanului, Moara Câmpineanului) este un sat în comuna Valea Călugărească din județul Prahova, Muntenia, România.
În 1861, așezarea este cunoscută sub numele de Moara-Câmpineanului și făcea parte din plasa Câmpu.